# Le Markstein

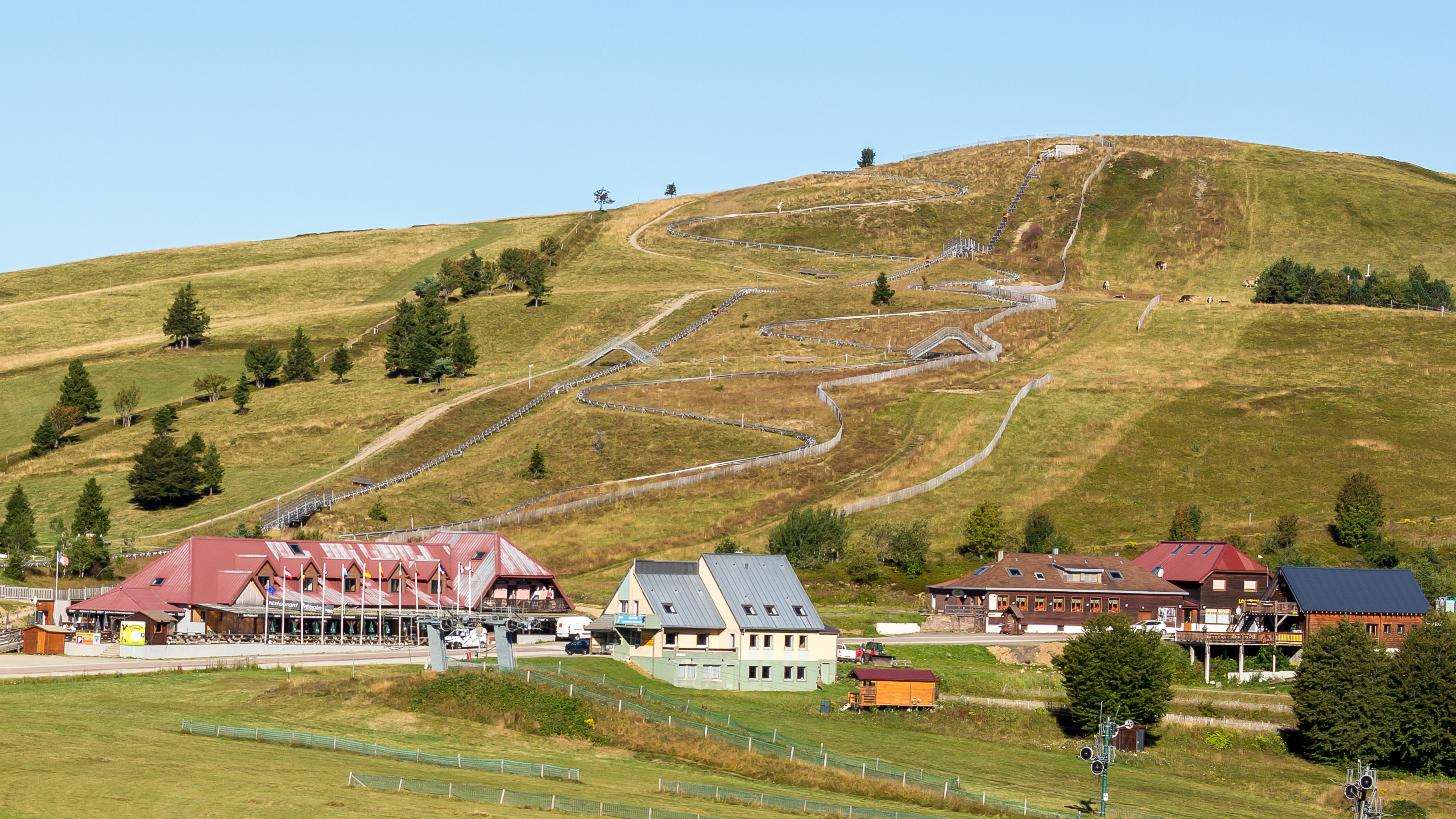
Le Markstein vor dem Jungfrauenkopf mit der Sommerrodelbahn

Le Markstein ist ein kleiner französischer Wintersportort in den Vogesen. Er liegt auf ca. 1200 m an der Route des Crêtes wenige Kilometer nordwestlich des Großen Belchen und gehört zum Gemeindegebiet von Fellering. Von Kruth aus führt die Straße D27 nach Markstein. Der Treh ist ein beliebter Startplatz für Gleitschirme und Hängegleiter.

## Sport
Radsport
Le Markstein wurde erstmals von der Tour de France im Jahr 1969 durchfahren. Die 6. Etappe führte damals von Mülhausen auf den Elsässer Belchen (franz. Ballon d’Alsace) und verlief in der ersten Rennhälfte der Route des Crêtes und über den Großen Belchen (franz. Grand Ballon). Auf ähnlichen Streckenführungen wurde Le Markstein in den Jahren 1970, 1973, 1976 und 1992 passiert. In den Jahren 1997 und 2005 wurde der Große Belchen von Linthal bzw. Fellering befahren, wobei die Auffahrt zum Plateau bei Markstein als Teil des Anstiegs bewertet wurde. Die Tour de France 2009 führte über den Col du Platzerwasel (1193 m), ehe die Abfahrt von Le Markstein nach Linthal folgte.
In den Jahren 2014 und 2019 wurde die Auffahrt zum Großen Belchen von Linthal, wie sie bereits 1997 erfolgt war, nun in zwei Bergwertungen unterteilt. Während in Markstein eine Bergwertung der 1. Kategorie abgenommen wurde, klassifizierte die Tour-Organisation die letzten 1,3 Kilometer auf den Großen Belchen als Bergwertung der 3. Kategorie.
Bei der Erstaustragung der Tour de France Femmes im Jahr 2022, ging die 7. Etappe in Le Markstein zu Ende. Zunächst wurde der Wintersportort über den Col du Platzerwasel erreicht, ehe die Fahrerinnen eine Abfahrt nach Fellering absolvierten. Von Willer-sur-Thur aus nahmen sie schließlich den Großen Belchen in Angriff und fuhren anschließend auf leicht abfallender Straße die letzten sieben Kilometer zurück nach Le Markstein. Annemiek van Vleuten, die sich am Col du Platzerwasel von den restlichen Fahrerinnen abgesetzt hatte, absolvierte diese Schlussrunde allein und kam im Ziel mit einem Vorsprung von rund dreieinhalb Minuten an. Die Niederländerin übernahm das Gelbe Trikot und sicherte sich einen Tag später den Gesamtsieg der Rundfahrt.
Mit der 20. Etappe der Tour de France 2023 ging erstmals ein Tagesabschnitt in Le Markstein zu Ende. Im Gegensatz zu der Vorjahreroute der Frauen absolvierten die Männer kein Runde über den Großen Belchen, sondern begannen direkt nach dem Col du Platzerwasel mit dem Anstieg nach Markstein. Der Zielstrich lag rund 7,5 Kilometer von der Passhöhe entfernt.
| Jahr | Etappe    | Bergwertung  | Erster am Gipfel | Auffahrt      |
| ---- | --------- | ------------ | ---------------- | ------------- |
| 2014 | 9. Etappe | 1. Kategorie | Tony Martin      | Ost (Linthal) |
| 2019 | 6. Etappe | 1. Kategorie | Tim Wellens      | Ost (Linthal) |

Ski Alpin
Auf Initiative von Weltcup-Mitgründer Serge Lang fanden in Markstein, wo er selbst das Skifahren erlernt hatte, in den Saisonen 1982/83 und 1986/87 insgesamt vier Rennen des alpinen Skiweltcups statt.